# I ragazzi di via Pal
I ragazzi di via Pál és una pel·lícula italiana del 1935 dirigida pels directors Cesare Civita, Alberto Mondadori i Mario Monicelli (cosí de Mondadori). Basat en el conte homònim de l'escriptor hongarès Ferenc Molnár de la qual Arnoldo Mondadori ostentava els drets de l'edició italiana), va ser filmat fent servir com a actors membres del GUF de Milà.
Anys més tard el mateix director Monicelli, recordant la seva primera pel·lícula feta als 19 anys, va opinar positivament dient que «estava ben feta, parlava dels meus companys».

## Repartiment
- Giulio Tamagnini: Ernesto Nemecsek
- Giulio Macchi: Antonio Gereb
- Carlo Cartigliani: Stefano Csonakos
- Federico Mezzanotte: Cesare Kolnay
- Bruno Aghion: Franco Ats, capo dei ragazzi dell'Orto Botanico
- Rinaldo Sacchi: Giuseppe Pasztor
- Bruno Vigevani
- Luigi Amici
- Leonardo Cristini
- Alessio Argento
- Luigi Passera
- Antonio Ciancio
- Luigi Capegna
- Alberto Dalle Grottaglie

## Reconeixements
- 3a Mostra Internacional de Cinema de Venècia: Premi del concurs per reductors de pas (16 mm)[4]